# Le Marxisme et la Question nationale
Le Marxisme et la Question nationale (en russe : Марксизм и национальный вопрос) est un court essai de théorie marxiste écrit en 1913 par Joseph Staline. Considéré comme une contribution fondamentale à l'analyse marxiste de la question nationale, cet essai a permis à [Staline] d’acquérir la réputation d'expert sur la nature de la nationalité. Staline devient finalement le premier Commissaire du peuple aux nationalités après la Révolution d'Octobre de 1917.

## Résumé
En synthétisant sa thèse en une phrase, Staline conclut « qu'une nation est une communauté stable, historiquement constituée, de langue, de territoire, de vie économique et de formation psychique, qui se traduit dans la communauté de culture ». Avec cette définition, Staline réfute la théorie d'Otto Bauer pour qui la nation est avant tout une question de caractère et de culture.